# Almindelig mælkebøtte
Almindelig Mælkebøtte (Taraxacum officinale) – også kaldt løvetand eller Fandens mælkebøtte – er en 15-45 centimeter høj urt med grundstillede blade og flere centimeter brede, enlige, gule blomsterkurve, der sidder på hule stængler uden blade. Alle dele af planten rummer en hvid, mælkeagtig, latexholdig saft. Den er meget almindelig i hele Danmark på lysåbne steder.
Mælkebøtte formerer sig primært uden forudgående befrugtning (apomixis), hvilket betyder at Mælkebøtte kan opdeles i en lang række såkaldte småarter. De omkring 400 småarter i Danmark opdeles i 9 sektioner. Almindelig mælkebøtte er navnet på en af disse sektioner. Den kaldes også vejmælkebøtte (Taraxacum sect. Taraxacum eller Taraxacum sect. Ruderalia). Sektionens småarter kendes blandt andet på deres omkring 5 centimeter brede blomsterkurve.

## Beskrivelse
Mælkebøtte er en to- eller flerårig urt, som danner en grundstillet roset af blade det første år. Bladene er elliptiske med dybe, høvlformede lapper og hel rand. Oversiden er friskgrøn, mens undersiden er mat lysegrøn.
Blomstringen sker normalt i april-maj, men græssede eller klippede planter kan blomstre helt frem til september. De gule, tungeformede blomster er samlet i en endestillet kurv, der sidder på en opret, hul stængel. Frugterne er en nød med paraplyformet fnok.
Rodnettet består af en kort, lodret rodstok, en kraftig og dybtgående pælerod med tynde siderødder. Den kraftige, næringsrige rod og de mange flyvende frø gør arten til et ofte set ukrudt.
Højde x bredde og årlig tilvækst: 0,35 x 0,30 m (35 x 30 cm/år).

## Voksested
Planten er hjemmehørende i Europa og Asien, men er udbredt og naturaliseret i alle klodens tempererede egne. Den optræder på udyrkede arealer, på græssede marker, i haver og langs vejkanter – altså overalt på stedet med kort vegetation, som tillader planten at spire i lys.

## Anvendelse
Roden har været anvendt som kaffeerstatning. Bladene er et fint foder til mindre husdyr (fx kaniner). Spæde mælkebøtteblade kan bruges i salat. Større blade kan ligeledes bruges, hvis de bleges som julesalat. Mælkebøtte er rig på A-vitamin og er også en god kilde til C-vitamin.
Mælkebøttens saft kan smøres på før eller efter berøring af brændenælder og fungerer som et let smertestillende middel.

## Navn
"Løvetand" kommer fra gammelfransk dent-de-lion, der bogstaveligt oversat betyder "tand-af-løve». På engelsk hedder mælkebøtte dandelion, en anglifisering av dent-de-lion. Det moderne franske navn på mælkebøtte er pissenlit (= tis-i-seng), fordi planten virker vanddrivende. Linné understregede bivirkningerne af at spise mælkebøttesalat, "hvorfor Hollenderne ey gierne giver sine Børn den om Aftenen, paa det de ey maae pisse i sengen."
Det latinske navn Taraxacum skal stamme fra et arabisk ord for cikorie. På norsk hedder mælkebøtte løvetann, på svensk maskros. 